# Hans Wichard von Rochow

Hans Wichard von Rochow-Stülpe, Porträt von Wolfgang Willrich (1943)

Hans Wichard von Rochow-Stülpe a. d. H. Plessow (a. d. H.: „aus dem Hause“; * 25. Juni 1898 in Stülpe; † 2. oder 4. Mai 1945 in Summt) war Domherr zu Brandenburg und der letzte Kurator der dortigen Ritterakademie bis zu deren Schließung durch das NS-Regime im Juli 1944.

## Leben
Hans Wichard von Rochow-Stülpe a. d. H. Plessow, Rufname Hans, wurde am 25. Juni 1898 auf Schloss Stülpe bei Luckenwalde geboren. Nach zwei Mädchen war er das dritte Kind des Rittergutsbesitzers Rochus von Rochow (1856–1901) und seiner Ehefrau Margarete, geborene von Lücken (1867–1927). Er entstammte der von Rochowschen Familienlinie Plessow und war ein Enkel des Hans Wilhelm von Rochow-Plessow (1824–1891), welcher durch das Duell mit dem Berliner Polizeipräsidenten Carl Ludwig Friedrich von Hinckeldey 1856 bekannt wurde.

### Die frühen Jahre
Mit dem frühen Tod seines Vaters 1901 wurde Hans Wichard dreijährig Eigentümer des Allodialrittergutes Stülpe mit Vorwerk Holbeck, Ließen, Schmielickendorf und der Riesdorfer Heide (4590,00 ha). Der seit dem Ende des Dreißigjährigen Krieges in Familienhand befindliche Stülper Gutskomplex wurde für den Erben durch einen Oberförster als Forst- und Gutsverwalter betreut. Rochow wuchs ab dem fünften Lebensjahr in Schwerin auf und ging nach dem obligaten Privatunterricht als Schüler an das dortige bürgerliche Gymnasium. Nachfolgend war er von Ostern 1913 bis 1. Januar 1916 Zögling (zuletzt Primus Omnium [„Erster Senior“]) an der Ritterakademie in Dom Brandenburg. Diese Schuleinrichtung besuchten fast sämtliche Vorfahren der Familienlinie Plessow sowie viele Vettern derer von Rochow. Im Jahre 1914 erbte Hans Wichard von Rochow-Stülpe von seinem Onkel, dem Ritterschaftsrat Dr. Friedrich Ludwig VII. von Rochow, genannt Fritz von Rochow-Plessow (1858–1914), den Familienfideikommiss Rittergut Plessow mit Gutshaus Plessow, Vorwerk Burg Zolchow, sowie den Forstgütern in Ferch, Kammerode und Resau (2765 ha). Der Gutskomplex Plessow gehörte schon Mitte des 14. Jahrhunderts der märkischen Uradelsfamilie von Rochow.
Im Juni 1916 wurde Hans Wichard Fahnenjunker im 1. Garde-Ulanen-Regiment in Potsdam, im März 1917 kam er als Fähnrich zur Fronttruppe des Regiments, im Februar 1918 wurde er königlich preußischer Leutnant. Sein Regiment gehörte zur sogenannten Ostseedivision und stand in Finnland. Im Februar 1919 wurde Rochow als Leutnant außer Dienst gestellt; anschließend pflegte er weiterhin den Kontakt zum Offizierskorps. Daraufhin nahm Hans Wichard mit der Mutter auf seinem Schloss in Plessow bei Werder an der Havel den Wohnsitz. 1920 besuchte er in Vorbereitung seiner Aufgaben als Forstwirt kurzzeitig die Forstakademie Eberswalde, Album-Nr. 3743. Rochow übernahm nun, unterstützt von Forst- und Rentbeamten, erfolgreich die Gutsgeschäfte in eigene Hände. Viele Jahre waren gute Holzverkäufe zu verzeichnen. Bereits um 1920 wurde mit Unterstützung des späteren Landesforstmeisters Kurt von Varendorff ein langjähriger Forst-Betriebsplan für Plessow-Ferch und Stülpe konzipiert. Rochow war auch Mitglied der international geschätzten Deutschen Dendrologischen Gesellschaft, an deren Spitze jahrelang erfolgreich mit Fritz Graf von Schwerin ein Gutsbesitzer aus der Nachbarschaft stand.
Am 15. Juni 1921 heiratete er Irmgard von Gundlach a. d. H. Rumpshagen (1901–1955). Sie war seine Cousine mütterlicherseits und die Tochter des mecklenburgischen Gutsbesitzers Günther von Gundlach (1868–1945) und der Ida, geborene von Lücken (1870–1945). Das Paar Hans Wichard und Irmgard zog nach Schloss Stülpe bei Luckenwalde und hatte vier Söhne: Rochus Hans (1922–1943), Bernd Wichard (1925–2004), Friedrich (Friedel) Wilhelm (1928–1976) und Sieghart (1941–2004). Laut Überlieferungen galt Rochow privat als moderner Junker. Er war begeisterter Autofahrer und Hobbyfilmer, pflegte aber natürlich gleichwohl die Reittradition. Irmgard von Rochow war einige Zeit im Jugend-Ausschuss des Landkreises Jüterbog-Luckenwalde ehrenamtlich tätig und engagierte sich vor allem in den Kirchengemeinden Plessow und Stülpe. Nach Kriegsende wurde sie mit dem Ehrenpatronat der Kirchengemeinde Stülpe geehrt.
Seine älteste Schwester Anna Luise hatte später den Vetter Lothar Freiherr von Rochow geheiratet, die Schwester Margarethe den Offizier Otto von Rohr, der von etwa 1920 bis 1935 als Gutsverwalter erst in Stülpe und dann in Plessow agierte.
Hans Wichard von Rochow wurde 1923 Mitglied des Stahlhelm und war Mitglied der DNVP bis zum Oktober 1931. Zeitweise Kreisvorsitzender dieser Partei, saß der Rittergutsbesitzer kurz im Kreistag Jüterbog-Luckenwalde. 1932 tagte in Stülpe der Deutsche Hochschulring (DHR), eine national-konservative Vereinigung im Spannungsfeld zwischen DNVP und NSDAP. Des Weiteren ist Rochows Mitgliedschaft im Landbund, im Waldbesitzerverband, in der Deutschen Adelsgenossenschaft, im Alldeutschen Verband, in der Offizier-Vereinigung des ehemaligen Königlich Preußischen 1. Garde-Ulanen-Regiments sowie im Verein der ehemaligen Zöglinge der Brandenburger Ritterakademie nachweisbar. Im Februar 1930 wurde er Ehrenritter des evangelischen Johanniterordens und musste dieses Amt im November 1938 wegen seiner Mitgliedschaft in der NSDAP aufgeben.
Auf dem Höhepunkt der Wirtschaftskrise 1931 gründete er eine Kaffeepflanzung in Angola. Die Pflanzung lag etwa 450 km nordöstlich von Luanda entfernt, trug den Namen Roca Canzele und blieb bis Mitte der 1970er Jahre in Familienbesitz.

### Ab 1930
Zum 1. November 1931 trat Rochow mit seiner Frau Irmgard und mit seiner ältesten Schwester Anna Luise (1889–1945) in die NSDAP ein (Mitgliedsnummer 679.677). Zeitgleich wurde er einfaches Mitglied der SS-Standarte (Regiment) 15 in Potsdam, blieb aber parallel noch mehrere Monate im Stahlhelm. Im Juli 1932 trat er aus der SS aus, um wenige Tage später Mitglied der SA zu werden. Im Herbst 1932 wurde Rochow Truppführer, im Dezember 1932 Sturmführer, Adjutant und finanzieller Förderer der Standarte 206, respektive im Folgenden der Standarte 444. Die Beförderung zum Sturmbannführer (was in etwa dem Majorsrang entspricht) der SA folgte im Juli 1933. Seinen letzten Dienstrang Standartenführer erhielt er im Herbst 1943, ehrenhalber, weit nach der Rückkehr aus Stalingrad und der Verleihung des Ritterkreuzes.
Im gleichen Sommer wurde Rochow Provinzialkirchenratsmitglied, zuvor bereits in der Altpreussischen Union, und wurde fast zeitgleich Mitglied des Hauptvorstandes der Deutschen Adelsgenossenschaft. Die weiteren Mitglieder unter dem bereits seit dem Vorjahr amtierenden Adelsmarschall Adolf Fürst zu Bentheim-Tecklenburg waren Prof. Achim von Arnim, Georg von Detten (erschossen am 1. oder 2. Juli 1934), Dietrich von Jagow und der Reichssportführer Hans von Tschammer und Osten, sämtlich hohe SA-Führer. Nach der sogenannten Röhmaffäre wurde Rochow, wie viele andere SA-Führer zunächst suspendiert, später aber von einem Parteigericht freigesprochen.
Im Januar 1941 wurde der von Rochowsche Schutzforst Stülpe-Plessow zum Schutzforst neuen Rechts erklärt. Die notwendigen Verhandlungen mit den entsprechenden Behörden zur Umbildung des Familienfideikommisses Plessow begannen bereits 1936. Den damaligen wirtschaftlichen Aufschwung jener Zeit nutzte er zur Modernisierung und weiteren baulichen Veränderung an seinen Herrenhäusern, am Gutshaus Plessow (Sommersitz) und am Gutshaus Stülpe (Hauptwohnsitz). In der gleichen Phase, im Mai 1938, mit finaler Bestätigung durch den Landrat des Kreises Westhavelland im Januar/Februar 1939, wurde die Erwerbung des ehemaligen Bredowgutes Kleßen (Restrittergut mit 798 ha), bei der Deutschen Bau- und Bodenbank AG und dem Landlieferungsverband Brandenburg, zur Ausstattung seines dritten Sohnes möglich. Somit war der Gutsherr bis zur Bodenreform Eigentümer von insgesamt 8000 ha Land (hauptsächlich Forst) und einer der größten Wald- und Grundbesitzer der Provinz Brandenburg.
Ebenfalls 1937 wurde Hans Wichard von Rochow zum Domherrn zu Brandenburg und zum Kurator der dortigen Ritterakademie, gegründet 1705, gewählt. Diese Einrichtung bestand allerdings zum Zeitpunkt der Übernahme der Amtsgeschäfte nach Wilhelm von Goertzke-Großbeuthen nur noch als Alumnat (Internat). Dank Rochows Einfluss und Initiative stieg aber die Anzahl der Zöglinge wieder sehr schnell von 18 auf 80 an.
Als örtlicher Kirchenpatron beteiligte sich Rochow finanziell bei der Sanierung der barocken Stülper Dorfkirche. Seit 1927 war er ehrenamtlicher Landschaftsrat der Märkischen Landschaft (seit 1934 Nachfolgerin der Ritterschaftsbank / des Kur- und Neumärkisches Ritterschaftliches Kreditinstituts), ursprünglich mit der Titulatur eines Ritterschaftsrates, zuständig für die Regionen der Landkreise Beeskow-Storkow, Zauch-Belzig mit Ziesar und Jüterbog-Luckenwalde. Die Wiederwahl in den Hauptvorstand der Deutschen Adelsgenossenschaft Ende der 1930er Jahre ist ebenso belegbar.
1938 wurde Rochow mehrfach zu Reserveübungen einberufen, um anschließend zum Oberleutnant d. R. (der Reserve) befördert zu werden. Zu Beginn des Zweiten Weltkrieges wurde er eingezogen, kam 1940 an der Westfront in Frankreich zum Fronteinsatz. Dort erhielt Rochow die Beförderung zum Rittmeister d. R. Im Juni 1941, mit dem Überfall auf die Sowjetunion, ging Rochow an die Ostfront und wurde später Chef der Aufklärungsabteilung 176 der 76. Infanterie-Division. 1943 wurde er als Major d. R. zwei Tage nach Ausstellung des Befehls am 23. Januar verwundet aus Stalingrad ausgeflogen. Kurzzeitig ernannte man ihn im folgenden Frühsommer 1943, bis 10. November 1943, zum Landrat des Kreises Jüterbog-Luckenwalde (Luckenwalde-Land). Ein Jahr später, im Frühherbst 1944 wurde Rochow von seinem Gutsnachbarn Friedrich Fürst zu Solms-Baruth nach dessen Verhaftung am 21. Juli 1944 zum Betriebsführer der brandenburgischen Besitzungen des Fürsten um Baruth (Mark), Golßen und Kasel-Golzig ernannt. Diese Aufgabe dürfte Rochow nur einige Wochen ausgeübt haben.
Hans Wichard von Rochow-Stülpe a. d. H. Plessow wurde im Februar 1945 nochmals als Reserveoffizier aktiviert und in Berlin als Regimentskommandeur eingesetzt. Der märkische Gutsherr starb am 2. oder 4. Mai 1945 nördlich von Berlin und liegt im Mühlenbecker Ortsteil Summt bestattet. Seit 1999 ist die Grabstätte wieder neu gekennzeichnet.